# Enzmann
Enzmann – szwajcarskie przedsiębiorstwo branży motoryzacyjnej zajmujące się produkcją samochodów sportowych. 
Przedsiębiorstwo funkcjonowało w latach 1956-1968, produkując w tym okresie ok. 100 egzemplarzy pojazdów. Siedziba spółki mieściła się wówczas w Schüpfheim. W 2001 przedsiębiorstwo zostało reaktywowane pod nazwą New Enzmann. Obecna siedziba znajduje się w Bischofszell.